# 波乱万丈〜Missキムの10億作り〜
『波乱万丈〜Missキムの10億作り〜』（はらんばんじょう ミスキムのじゅうおくつくり、原題：파란만장 미스김 10억 만들기）は、2004年4月7日から5月27日まで毎週水曜日と木曜日にSBSで毎回約1時間全16回にわたって放送された韓国のテレビドラマ。キム・ヒョンジュとチ・ジニ主演の恋愛喜劇。
チ・ジニはこのドラマの放送開始直前の3月30日まで放送されていて大ヒットした歴史ドラマ『宮廷女官チャングムの誓い』でチャングムの相手役ミン・ジョンホを演じていたが、本作では『チャングム』のときとはまったく違う役柄である軽薄そうな男を演じている。チ・ジニとキム・ヒョンジュはこの後2015年の『愛人がいます』と2021年の『アンダーカバー』でも共演している。

## 登場人物
キム・ウンジェ
演 - キム・ヒョンジュ
建築リフォーム会社の社員。
パク・ムヨル
演 - チ・ジニ
カメラマン。
ソ・ウギョン
演 - キム・ソンリョン
建築資材会社経営者。
ユ・ヨンフン
演 - パク・コニョン
科学研究所の研究員。
キム・フェテク
演 - シン・グ
ウンジェに部屋を貸している家の主人。
イ・クッスン
演 - ヨ・ウンゲ
フェテクの妻。
キム・ボンギュ
演 - ポン・テギュ
フェテクの息子。
チョ・ミノ
演 - ソン・ジル
金融業者。
ハン・ジヒ
演 - チョ・ウンソク
ウンジェの同僚社員。
チニ
演 - ホン・スヒョン
モデル。